# Иванов, Сергей Иванович (хоккеист, 1962)
Сергей Иванович Иванов (род. 28 апреля 1962, Череповец, Вологодская область) — советский хоккеист, российский тренер, функционер.

## Биография
Дебютировал в команде мастеров в 15 лет. Армейскую службу проходил в фарм-клубе ленинградского СКА ВИФК / «Звезда» Оленегорск (1980/81 — 1982/83). В сезонах 1982/83 — 1987/88 выступал за «Металлург» Череповец.
Окончил Череповецкий государственный педагогический институт по специальности «Физическая культура».
В сезоне 1992/93 — главный тренер команды «Металлург-2» Череповец. В сезонах 1993/94 — 1996/97 — тренер «Металлурга»/«Северстали». В сезонах 1997/98 — 2005/06, 2008/09 — главный тренер «Северстали-2». Работал заместителем директора ХК «Северсталь» по подготовке резерва. С 3 декабря 2010 по 23 января 2011 — главный тренер команды ВХЛ «Дизель» Пенза. В сезоне 2011/12, с ноября — главный тренер ХК «Брянск». В сезонах 2013/14 — 2014/15 — главный тренер ХК «Тамбов». С 24 июня по 7 октября 2016 года — главный тренер команды ЖХЛ СКИФ (НН).
С 17 сентября 2019 года — директор СДЮСШ ХК «Северсталь».